# 天生的烦恼
《天生的烦恼：基因、种族与人类历史》（英語：A Troublesome Inheritance: Genes, Race and Human History）是尼古拉斯·韦德创作的一部关于人類演化与群体遗传学的书，2014年由企鹅出版集团出版。